# Яцура Людмила Олександрівна
Людмила Олександрівна Білоус, у шлюбі Яцура (нар. 16 січня 1959, смт. Межова, Дніпропетровська область) — українська учителька та поетеса.

## Біографія
Батько — Білоус Олександр Петрович, працював художником у художньо-оформлювальній майстерні, мати — Білоус Катерина Захарівна — Заслужений вчитель України.
Дитячі та шкільні роки Людмили Білоус пройшли на Межівщині Дніпропетровської області. У 1976 році закінчила Межівську середню школу № 1.
У 1978 році закінчила з відзнакою Дніпропетровське базове медичне училище. Працювала в Межівській центральній лікарні медсестрою, лаборанткою. В 1985 році закінчила Дніпропетровський державний університет за спеціальністю біолог, викладач біології, хімії. Працювала в Межівській середній школі № 1 та в Межівському аграрному ліцеї вчителькою, заступницею директора з виховної роботи. Має звання «вчитель-методист».
Поезією захоплюється з дитинства.
Одружена. Мати двох синів.
Нині займається творчою роботою.

## Поетична творчість
Творчий доробок Людмили Яцури складається із віршів для дорослих та дітей, які надруковані у збірках:
- Енергія життя (2008)
- Дощик сонячний (2008)
- Рушник любові (2009)
- Жити добрим (2009)
- Вітерець новорічний (2009)
- Абетки лікарських рослин (2011)
- Встречая луч рассвета (2011)
- Выбирая свой путь (2011)
- Дівчинка-весна (2012)
- Дві чаклунки — дві руки (2014)

Вірші Людмили Яцури увійшли до колективних збірок, зокрема, до збірки «Материнська молитва. Українки — героям Майдану», «Небесна сотня» (готується до друку).

## Конкурси
Перемогла у конкурсах:
- «Лучший стишок о Фервексе»[1], який проводила компанія Delta Medical, (вірш «Друг фервекс»);
- «Золотая строфа»[2]
- Поетичні таланти української освіти[3]

Підсумки у номінаціях:
- Дипломант конкурсу Мистецького порталу «Жінка-УКРАЇНКА» за найкращий твір у конкурсі нарисів[4]